# Wizards of the Coast
Wizards of the Coast (appelé aussi « WotC » ou « Wizards ») est un éditeur de jeux américain ancré dans des univers heroic fantasy et science-fiction. À l'origine, éditeur de jeux de rôles uniquement, Wizards of the Coast a popularisé le genre du « jeu de cartes à collectionner » (JCC) au début des années 1990 avec Magic : l'Assemblée. Aujourd'hui la société continue d'éditer des jeux de rôles, des jeux de société, des jeux de cartes à collectionner ainsi que des livres d'heroic fantasy.

## Histoire
Wizards of the Coast a été fondée par Peter Adkison en 1990 dans la périphérie de Seattle et est, aujourd'hui encore, installée à Renton. Dans un premier temps, la société ne publia que des jeux de rôle comme Everway, Talislanta... Mais sa véritable renommée ne fut acquise qu'à la Gen Con d'août 1993 lorsqu'elle présenta un jeu de cartes à collectionner créé par  Richard Garfield, Magic : l'Assemblée. Le succès progressif de ce jeu permit à la société de croître et de s'installer dans ses propres locaux. Wizards of the Coast, d'ailleurs détenteur du brevet d'invention no 5662332 sur les JCC aux États-Unis, a aussi publié d'autres jeux de cartes à collectionner à succès par la suite.
En 1997, Wizards of the Coast rachète la société TSR et est alors le distributeur de Donjons et Dragons puis devient une filiale du géant du jeu Hasbro en 1999.
Wizards of the Coast a également possédé pendant plusieurs années la chaîne de magasins The Game Keeper. 
De décembre 1998 à juillet 2003, Wizards of the Coast commercialise au niveau international le Jeu de cartes à collectionner Pokémon dérivé de la franchise Pokémon créée par Nintendo. Ce jeu devient dans les années suivantes l'une des plus grosses franchises de cartes à collectionner. Wizards of the Coast assure cette gamme pendant plusieurs années avant que Nintendo ne reprenne la licence et ne devienne également propriétaire du jeu de cartes. 
En décembre 2003, Wizards of the Coast annonce la fermeture des magasins The Game Keeper pour se concentrer sur la fabrication de jeux. Les magasins sont fermés durant l'été 2004.
En 2019 et 2020, Wizards of the Coast And Digital Gaming a fait plus de profits que la branche jouets de Hasbro. Le chiffre d'affaires est de 761,2 millions de dollars en 2019 et de 906,7 millions en 2020, le jeu de cartes Magic: L'Assemblée représentant 23 % des ventes et le jeu de rôle Donjons et Dragons 23 %.

## Jeux et produits

### Jeux de société
- RoboRally
- Filthy Rich
- Betrayal at House on the Hill
- Monsters Menace America
- Axis & Allies Revised et D-Day
- Risk 2210 A.D. et Risk Godstorm
- Nexus Ops

### Jeux de cartes à collectionner
- Magic : l'assemblée, 1993, Richard Garfield, Mensa Select Mind Games  1994, As d'or Jeu de l'année  1996
- Vampire
- Netrunner
- BattleTech JCC
- Duel Masters
- Star Wars JCC
- MLB Showdown
- Pokémon JCC, 1999
- Neopets JCC
- Hecatomb
- The Simpsons Trading Card Game
- Harry Potter TCG, 2001

### Jeux de figurines
- Star Wars Miniatures
- Axis & Allies Minis
- HeroScape
- Dungeons & Dragons Minis
- Dreamblade

### Jeux de rôle

#### Donjons et Dragons
- Donjons et Dragons 3e édition, 2000, Jonathan Tweet, Monte Cook et Skip Williams, Origins Award  jeu de rôle 2000
- Donjons et Dragons 4e édition, 2008
- Donjons et Dragons 5e édition, 2014

#### Autres jeux de rôle
- Star Wars RPG
- Everway
- Marvel Super Heroes Adventure Game (licence acquise lors du rachat de TSR en 1997)
- Z-Corps

### Jeux de cartes (non collectionnables)
- Guillotine
- Le Grand Dalmuti
- Dilbert
- Le Jeu des Dragons (3-Dragon Ante)

## Illustrateurs
- Gerald Brom
- Clyde Caldwell
- Jeff Easley
- Larry Elmore
- Phil Foglio
- Todd Lockwood
- Jean Pierre Targete
- Andreas rocha